# Louie Bellson

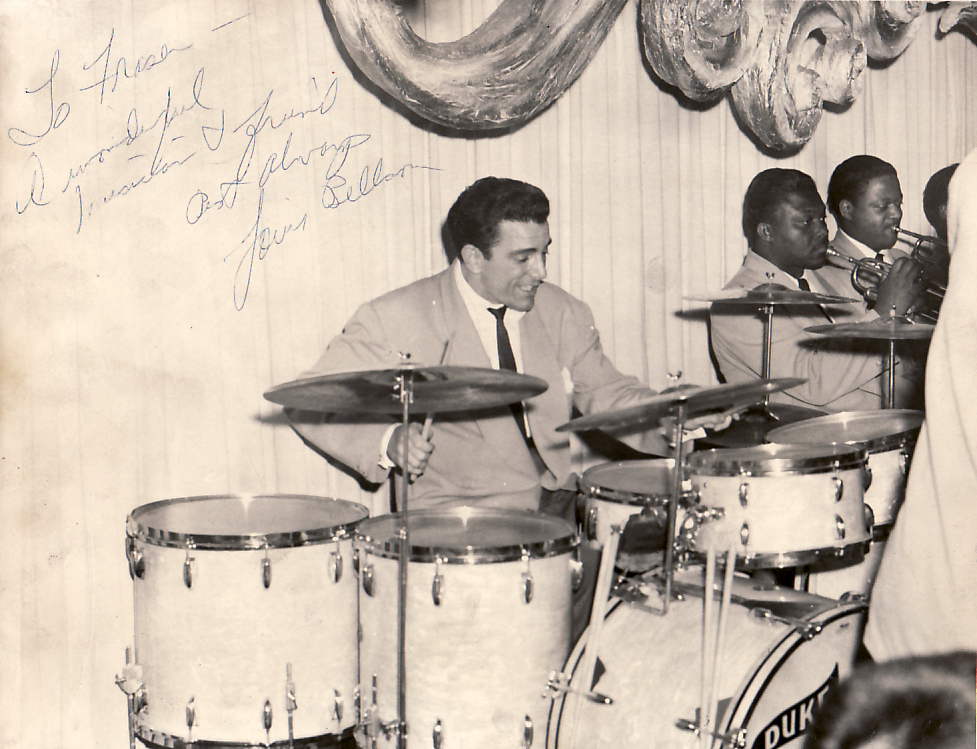
Von links: Louie Bellson, Cat Anderson, Clark Terry im Palomar Supper Club mit dem Duke Ellington Orchestra, 19. April 1952. (Foto mit freundlicher Genehmigung des Fraser MacPherson Estate.)

Luigi Paulino Alfredo Francesco Antonio Balassoni (* 6. Juli 1924 in Rock Falls, Illinois; † 14. Februar 2009 in Los Angeles, Kalifornien) war ein US-amerikanischer Jazz-Schlagzeuger, Komponist und Arrangeur, der unter dem Namen Louie Bellson bekannt wurde. Laut Richard Cook war er der letzte der großen Swing-Schlagzeuger.

## Leben und Wirken
Als Sohn eines Musikgeschäftinhabers lernte er bereits früh verschiedene Instrumente. Schlagzeugunterricht erhielt er von Roy Knapp, der auch Lehrer von Gene Krupa war. Er freundete sich mit Krupa, Dave Tough und Buddy Rich an. 1940 gewann er einen Schlagzeugwettbewerb unter der Schirmherrschaft von Krupa, was dazu führte, dass er 1941 noch als Teenager Mitglied der Band von Ted Fio Rito wurde, wo ihn Benny Goodman entdeckte. Zwischen 1943 und 1951 spielte er für Jazzgrößen wie Benny Goodman, Tommy Dorsey und Harry James. 1952 wechselte er zu Duke Ellington, für den er die Stücke Skin Deep und The Hawk Talks schrieb. 1952 heiratete er Pearl Bailey und verließ das Duke Ellington Orchestra, um für sie als musikalischer Leiter zu arbeiten. Mit kleineren und größeren Formationen etablierte er sich als einer der erfolgreichen Bandleader des amerikanischen Jazz; in seinen Gruppen spielten Musiker wie Bobby Shew, Don Menza, Blue Mitchell, Joe Pass, Larry Coryell oder George Duvivier. In den späten 1950er und den 1960er Jahren trat er zudem mit Tommy und Jimmy Dorsey, Count Basie und bei Jazz at the Philharmonic, sowie erneut mit Harry James und Duke Ellington. So spielte er 1956 auf Ellingtons Album A Drum is a Woman, aber auch 1965 beim Sacred Concert. Außerdem arbeitete er im Orchester der Saturday Night Show und mit Gesangsstars wie Sarah Vaughan, James Brown und Frank Sinatra.
Er wirkte auch als Studiomusiker an zahlreichen Schallplatten mit, unter anderem einigen Aufnahmen von Ella Fitzgerald. In den 1970er Jahren spielte er oft im Trio mit Oscar Peterson und dem dänischen Bassisten Niels-Henning Ørsted Pedersen. 1987 trat Louie Bellson in der Sendereihe der ARD Super Drumming auf, die von Pete York moderiert wurde. Er stand dort für Interviews zur Verfügung.
In seiner fast 60 Jahre andauernden Karriere spielte Bellson mehr als 200 Alben ein und schrieb rund tausend Kompositionen und Arrangements. Darunter waren auch Werke für klassisches Orchester und Schlagzeug-Ensemble. Seit Beginn der 1970er Jahre gab er seine Schlagzeugstilistik an Drummer der nächsten Generationen weiter, unter anderem an Marvin Smitty Smith. Er starb am 14. Februar 2009 im Alter von 84 Jahren in Los Angeles.

## Errungenschaften
Mitte der 1940er Jahre begann er, zwei 25- oder 26-Zoll-Basstrommeln in seinem Schlagzeug zu verwenden und gilt damit als Erfinder der Doublebassdrum-Technik. Er machte sich einen Namen als Big-Band-Schlagzeuger und -Leiter, wird aber gleichermaßen als Schlagzeuger für kleine Bands und Begleiter für Sänger und Pianisten wie Count Basie, Art Tatum oder Oscar Peterson gesucht und geschätzt. Anlässlich der Feiern zu seinem achtzigsten Geburtstag scherzte der Doppel-Basstrommel-Pionier: „Ich bin noch nicht so alt; ich bin 40 in diesem Bein und 40 in dem anderen Bein.“ Charly Antolini nannte Louie Bellson als sein Vorbild.

## Auswahldiskografie
- 1959 – Live at Flamingo Hotel 1959  (Jazz Hour)
- 1974 – 150 MPH (Concord)
- 1978 – Raincheck (Concord)
- 1979 – Dynamite! (Concord)
- 1993 – Live from New York (Telarc)
- 1996 – Air Bellson (Concord)